# Nishi-ku (Yokohama)
Nishi-ku (西区?) es uno de los 18 distritos administrativos que conforman la ciudad de Yokohama, la capital de la prefectura de Kanagawa, Japón. Tenía una población estimada de 104 327 habitantes el 1 de septiembre de 2020 y una densidad de población de 14 840 personas por km².

## Geografía
Nishi-ku está localizado en la parte oriental de la prefectura de Kanagawa, cerca del centro geográfico de la ciudad de Yokohama. Es el más pequeño de los barrios de la ciudad en términos de área, pero incluye el principal centro comercial de Yokohama, que se extiende desde el área de la estación de Yokohama a través del nuevo complejo Minato Mirai 21, que alberga el Yokohama Landmark Tower, el segundo edificio más alto en Japón. La sala consta de tierras bajas a través de las cuales pasan la línea principal Tōkaidō y la ruta 1. Las zonas más septentrionales, meridionales y occidentales son tierras altas. El complejo Minato Mirai está construido en tierras recuperadas al mar, al igual que el área de la estación de Yokohama. Limita con los barrios de Hodogaya-ku, Kanagawa-ku, Naka-ku y Minami-ku.

## Economía
Nishi-ku es un centro comercial regional y el principal distrito de negocios de Yokohama. La sede mundial de Nissan se encuentra en Nishi.

## Demografía
Según los datos del censo japonés, la población de Nishi-ku ha aumentado en los últimos 40 años.
| 80,539                                     | 78,858 | 75,758 | 78,320 | 84,944 | 94,867 | 98,532 | 102,141 | 103 761 |
| (Fuente: Oficina de Estadísticas de Japón) |        |        |        |        |        |        |         |         |